# Denis Jean Florimond Langlois de Mautheville
Pour les articles homonymes, voir Denis Langlois et Langlois.
Denis Jean Florimond Langlois de Mautheville, marquis du Bouchet, né le 20 octobre 1752 à Clermont-Ferrand (Puy-de-Dôme), mort le 16 octobre 1826 à Paris, est un général français de la Révolution et de l’Empire.

## États de service
Il entre en service le 1er juillet 1767, dans l’arme du génie et en 1768 il devient aspirant au corps royal d’artillerie. Il passe lieutenant dans le régiment Marche-Prince infanterie, avec lequel il fait la campagne de Corse en 1770.
En 1777 il passe avec l’agrément de la cour de France au service des États-Unis d’Amérique. Il est nommé par le général en chef Gates au grade de major du corps des grenadiers américains, sur le champ de bataille de Saratoga le 7 octobre 1777, confirmé par le congrès américain le 5 septembre 1778.
De retour en France il est attaché en tant que capitaine au régiment de Conti le 22 janvier 1779, puis il devient aide de camp du général Rochambeau, commandant sur les Côtes l’avant-garde de grenadiers et de chasseurs de l’armée qui, sous les ordres du comte de Vaux, était destinée à faire une attaque sur l’Angleterre. Le 1er mars 1780, il est nommé aide-major général du corps de troupe, envoyé comme auxiliaire aux États-Unis d’Amérique, et le 13 juin 1783, il passe lieutenant-colonel au sein de l’état-major de l’armée. Sur la recommandation du général Washington qui l’avait signalé comme « un officier plein de zèle, d’intelligence et de bravoure », il est fait chevalier de Saint-Louis le 12 août 1783, et chevalier de l’ordre de Cincinnatus le 14 mai 1784, bien qu’il ne soit pas colonel, condition requise pour l’obtenir.
De retour en France en 1788, il est appelé par le prince de Condé en qualité d’aide major général de l’infanterie, rassemblé au camp de Saint-Omer. Il obtient le grade de colonel ainsi que celui d’adjudant-général le 1er avril 1791, et il prend le commandement du 21e régiment d’infanterie qu’il quitte au mois d’août suivant pour émigrer et aller rejoindre le prince de Condé à Worms. Il est employé d’abord comme officier d’état-major au corps de ce prince, puis il obtient le commandement de la compagnie noble de Guienne. Il est promu général de brigade le 15 juin 1794.
De retour en France en 1802, à la suite de l’amnistie accordée aux émigrés, il reprend du service le 26 août 1809 comme colonel commandant d’armes à Ypres, puis à Bréda en Hollande.
Rentré en France en février 1814, le roi Louis XVIII le confirme le 23 août dans son grade de maréchal de camp, il le fait chevalier de la Légion d’honneur le 28 septembre 1814 et officier de l’ordre le 17 janvier 1815. Il est admis à la retraite le 9 février 1815.
En mars 1815, lors du débarquement de Bonaparte, il s’engage, ainsi que son fils, dans la compagnie des Gardes de la porte. Il est mis définitivement à la retraite le 1er août 1815.
Il est promu général de division honoraire le 9 octobre 1816.
Il est commandeur de l’ordre du Phénix de Hohenlohe.
Il meurt le 16 octobre 1826 à Paris et est inhumé au cimetière du Montparnasse (division 1).

## Sources
- Baptiste-Pierre Courcelles, Dictionnaire historique et biographique des généraux français : depuis le onzième siècle jusqu'en 1822, vol.2, l’Auteur, 1822, 526 p. (lire en ligne), p. 464.